# Pereilema diandrum
Pereilema diandrum là một loài thực vật có hoa trong họ Hòa thảo. Loài này được R.W.Pohl mô tả khoa học đầu tiên năm 1992.